# Thierno Barry (calciatore 2002)
Thierno Barry (Lione, 22 ottobre 2002) è un calciatore francese, attaccante dell'Everton.

## Biografia
Ha origini guineane.

## Carriera

### Club
Barry è cresciuto nel settore giovanile del Tolone ed ha iniziato la sua carriera con la seconda squadra del Sochaux in Championnat National 2 nel 2021. Il 6 luglio 2022, dopo un periodo di prova, ha firmato un biennale con il Waasland-Beveren ed il 13 agosto ha debuttato nel calcio professionistico nell'incontro di Challenger Pro League perso 1-0 contro il Beerschot VA. Ha segnato il suo primo gol una settimana più tardi nel pareggio per 2-2 contro il Virton. Al termine della sua prima stagione fra i professionisti si è laureato capocannoniere della seconda divisione belga con 20 reti segnate in 31 incontri ed è stato nominato miglior giocatore della stagione.
Il 3 luglio 2023 è stato acquistato a titolo definitivo dal Basilea, club della prima divisione svizzera. Il 21 agosto dell'anno seguente, invece, viene ufficialmente ingaggiato dal Villarreal, con cui firma un contratto quinquennale.

### Nazionale
Ha giocato nella nazionale Under-21, partecipando all'europeo di categoria nel 2025 in Slovacchia.

## Statistiche

### Presenze e reti nei club
Statistiche aggiornate al 25 maggio 2025.
| Stagione        | Squadra          | Campionato      | Campionato | Campionato | Coppe nazionali | Coppe nazionali | Coppe nazionali | Coppe continentali | Coppe continentali | Coppe continentali | Altre coppe | Altre coppe | Altre coppe | Totale | Totale | Totale |
| Stagione        | Squadra          | Comp            | Pres       | Reti       | Comp            | Pres            | Reti            | Comp               | Pres               | Reti               | Comp        | Pres        | Reti        | Pres   | Reti   |        |
| --------------- | ---------------- | --------------- | ---------- | ---------- | --------------- | --------------- | --------------- | ------------------ | ------------------ | ------------------ | ----------- | ----------- | ----------- | ------ | ------ | ------ |
| 2021-2022       | Sochaux 2        | N3              | 22         | 10         | -               | -               | -               | -                  | -                  | -                  | -           | -           | -           | 22     | 10     |        |
| 2022-2023       | Waasland-Beveren | D2              | 31         | 20         | CB              | 2               | 0               | -                  | -                  | -                  | -           | -           | -           | 33     | 20     |        |
| 2023-2024       | Basilea          | SL              | 35         | 9          | CS              | 1               | 2               | UECL               | 1                  | 1                  | -           | -           | -           | 37     | 12     |        |
| ago. 2024       | Basilea          | SL              | 3          | 5          | CS              | 1               | 3               | -                  | -                  | -                  | -           | -           | -           | 4      | 8      |        |
| Totale Basilea  | Totale Basilea   | Totale Basilea  | 38         | 14         |                 | 2               | 5               |                    | 1                  | 1                  |             | -           | -           | 41     | 20     |        |
| 2024-2025       | Villarreal       | PD              | 35         | 11         | CR              | 2               | 0               | -                  | -                  | -                  | -           | -           | -           | 37     | 11     |        |
| 2025-2026       | Everton          | PL              | 0          | 0          | FACup+CdL       | 0+0             | 0+0             | -                  | -                  | -                  | -           | -           | -           | 0      | 0      |        |
| Totale carriera | Totale carriera  | Totale carriera | 126        | 55         |                 | 6               | 5               |                    | 1                  | 1                  |             | -           | -           | 133    | 61     |        |

### Cronologia presenze e reti in nazionale
| Cronologia completa delle presenze e delle reti in nazionale ― Francia under 21 | Cronologia completa delle presenze e delle reti in nazionale ― Francia under 21 | Cronologia completa delle presenze e delle reti in nazionale ― Francia under 21 | Cronologia completa delle presenze e delle reti in nazionale ― Francia under 21 | Cronologia completa delle presenze e delle reti in nazionale ― Francia under 21 | Cronologia completa delle presenze e delle reti in nazionale ― Francia under 21 | Cronologia completa delle presenze e delle reti in nazionale ― Francia under 21 | Cronologia completa delle presenze e delle reti in nazionale ― Francia under 21 |
| Data                                                                            | Città                                                                           | In casa                                                                         | Risultato                                                                       | Ospiti                                                                          | Competizione                                                                    | Reti                                                                            | Note                                                                            |
| ------------------------------------------------------------------------------- | ------------------------------------------------------------------------------- | ------------------------------------------------------------------------------- | ------------------------------------------------------------------------------- | ------------------------------------------------------------------------------- | ------------------------------------------------------------------------------- | ------------------------------------------------------------------------------- | ------------------------------------------------------------------------------- |
| 21-3-2025                                                                       | Lorient                                                                         | Francia under 21                                                                | 5 – 3                                                                           | Inghilterra under 21                                                            | Amichevole                                                                      | -                                                                               | 86’                                                                             |
| 24-3-2025                                                                       | Trnava                                                                          | Slovacchia under 21                                                             | 0 – 4                                                                           | Francia under 21                                                                | Amichevole                                                                      | -                                                                               | 64’                                                                             |
| 4-6-2025                                                                        | Orléans                                                                         | Francia under 21                                                                | 2 – 1                                                                           | Uzbekistan under 21                                                             | Amichevole                                                                      | -                                                                               | 62’                                                                             |
| 11-6-2025                                                                       | Trenčín                                                                         | Portogallo under 21                                                             | 0 – 0                                                                           | Francia under 21                                                                | Europeo Under-21 2025 - 1º turno                                                | -                                                                               | 62’                                                                             |
| 14-6-2025                                                                       | Žilina                                                                          | Francia under 21                                                                | 3 – 2                                                                           | Georgia under 21                                                                | Europeo Under-21 2025 - 1º turno                                                | 1                                                                               | 73’                                                                             |
| 17-6-2025                                                                       | Žilina                                                                          | Francia under 21                                                                | 4 – 1                                                                           | Polonia under 21                                                                | Europeo Under-21 2025 - 1º turno                                                | -                                                                               | 79’                                                                             |
| 22-6-2025                                                                       | Prešov                                                                          | Danimarca under 21                                                              | 2 – 3                                                                           | Francia under 21                                                                | Europeo Under-21 2025 - Quarti di finale                                        | -                                                                               | 72’                                                                             |
| 25-6-2025                                                                       | Košice                                                                          | Germania under 21                                                               | 3 – 0                                                                           | Francia under 21                                                                | Europeo Under-21 2025 - Semifinale                                              | -                                                                               | 46’                                                                             |
| Totale                                                                          |                                                                                 | Presenze                                                                        | 8                                                                               |                                                                                 | Reti                                                                            | 1                                                                               |                                                                                 |

## Palmarès

### Individuale
- Capocannoniere della Tweede klasse: 1

2022-2023 (20 gol)